# Oath (canción)
«Oath» —en español: «Juramento»—  es una canción de la cantante inglesa Cher Lloyd, con la rapera y cantante norteamericana Becky G. El tema salió disponible el 2 de octubre de 2012 como el segundo sencillo de la versión americana del debut álbum de estudio, Sticks + Stones de Lloyd, y el cuarto sencillo internacional. "Oath", producido por Dr. Luke y Cirkut, se escuchó por primera vez en Nueva York en la estación de radio Z100 FM. La canción fue lanzada como sencillo en los Estados Unidos, Canadá, Australia y Nueva Zelanda solamente. "Oath" no tuvo tanto éxito como el sencillo anterior de Lloyd, "Want U Back", en los Estados Unidos, debutando en el # 99 y alcanzando el puesto # 73 en el Billboard Hot 100.

## Antecedentes y lanzamiento
"Oath" fue escrito originalmente por Rebbeca Gómez, aunque fue presentado a Lloyd por Dr. Luke. Más tarde fue modificado por los compositores Ammar Malik y Emily Wright, junto con la ayuda de los productores Dr. Luke, Cirkut y Robopop, para su inclusión en el segundo álbum de estudio de Lloyd, que verá la luz en 2013. Sin embargo, cuando se reveló que el álbum de debut, Sticks + Stones de Lloyd, fue creada para ser revisado para los mercados americanos y australianos, los productores decidieron utilizar la pista como uno de los sencillos principales del lanzamiento, y Lloyd 
le pidió a Gomez que apareciera en la pista con ella a cantar uno de los versos. Por lo tanto, Oath fue lanzado como el segundo sencillo del álbum, siguiendo a Want U Back, tanto en los Estados Unidos y Australia, y también apareció en la versión del álbum lanzado en Japón. La pista se estrenó en Nueva York en la estación de radio Z100 FM, el 7 de septiembre de 2012.

## Vídeo musical

### Sinopsis
Lloyd y Gómez son estudiantes en un salón que se quedan atrás en detención. Esta escena es cortada por Lloyd sentada en el cofre de un carro rojo. Suena la campana y los estudiantes se dirigen a un carro con juguetes de playa. Gómez empieza su verso y es vista en frente de varios casilleros con "OATH" escrito en ellos. Después de sus primeras dos líneas, la escena cambia a dos niñas viendo a las cantantes caminar a una lavandería. Lloyd y Gómez mueven a un chico jugando "Want U Back" a un lado y empiezan a jugar. Las chicas se tiran ropa entre todas mientras juegan con un carro. El grupo sale del lugar mientras hombres afuera se ven atraídos. Las chicas se van en dos coches hacía la playa a jugar.

## Posicionamiento

### Semanal
| Listas (2012–13)                   | Mejor posición |
| ---------------------------------- | -------------- |
| Australia (ARIA)                   | 58             |
| Canadá (Canadian Hot 100)          | 58             |
| Nueva Zelanda (Recorded Music NZ)  | 13             |
| Eslovaquia (Rádio Top 100)         | 66             |
| Estados Unidos (Billboard Hot 100) | 73             |
| Estados Unidos (Mainstream Top 40) | 30             |